# Alien degli abissi
Alien degli abissi è un film del 1989, diretto da Antonio Margheriti (con lo pseudonimo di Anthony M. Dawson). È un fanta-horror con toni ecologisti, in cui ritorna il tema preferito dal regista Margheriti - la Terra in pericolo - costituito stavolta dalle attività umane inquinanti. Il riferimento è, fin dal titolo, al film di successo di Ridley Scott Alien (che il mostro nel film imita), ma anche a The Abyss di James Cameron (1989) e non mancano le citazioni da classici del genere.
È l'ultimo film di fantascienza diretto da Margheriti: i progetti del regista per altri film sul genere da girare negli anni novanta rimasero irrealizzati, a causa della crisi che di lì a poco colpì il settore.

## Trama
Su un'isola dei Caraibi alcuni scienziati, tra cui il Dr. Geoffrey, capitanati dal colonnello Kovacks effettuano dei pericolosi esperimenti. Le scorie radioattive prodotte da questi esperimenti vengono gettate nel fondo di un vulcano.
La giornalista Jane, aiutata dal fotografo Lee, si reca sull'isola per trovare le prove di questa losca attività e per evitare la devastazione ambientale che può derivarne. Durante le loro ricerche però verranno scoperti: mentre Lee viene catturato, Jane riesce a scappare e a recarsi nella giungla dove incontra Bob, un erpetologo che da molti anni vive sull'isola; insieme cercheranno di liberare Lee. Nel frattempo una strana creatura aliena, attratta dalle radiazioni, scende nel vulcano. Questa gigantesca creatura ha il potere di emettere una strana sostanza allucinogena che provoca nelle menti umane la pazzia e la successiva morte, oltre a arrecare orrende ferite ai malcapitati che sono colpiti.
Dopo la tragica fine di Lee per le conseguenze dell'assalto dell'alieno, Jane e Bob, aiutati dal dott. Geoffrey, che nel frattempo resosi conto del disastro in arrivo si schiera dalla loro parte, li aiuta a distruggere l'intero laboratorio e a sconfiggere il terribile "Alien degli abissi".

## Distribuzione

### Data di uscita
| Date di uscita e titoli internazionali | Date di uscita e titoli internazionali | Date di uscita e titoli internazionali |
| Paese                                  | Data                                   | Titolo                                 |
| -------------------------------------- | -------------------------------------- | -------------------------------------- |
| Italia                                 | 15 ottobre 1989                        | Alien degli abissi                     |
| Francia                                | 7 marzo 1990                           | Alien - La créature des abysses        |
| Filippine                              | 27 maggio 1989                         | Alien from the Deep                    |
| Germania Ovest                         |                                        | Das Alien aus der Tiefe                |
| Grecia                                 |                                        | Alien - Tromos ston okeano             |
| Spagna                                 |                                        | Aliens del abismo                      |
| Polonia                                |                                        | Obcy z glebi                           |
| Finlandia                              |                                        | Hirviö syvyydestä                      |

### Edizioni home video
L'unica edizione in DVD esistente è uscita in Germania per la Marketing Film e contiene:
- Audio
  - Inglese Dolby Digital 2.0
  - Tedesco Dolby Digital 5.1
  - Tedesco Dolby Digital 2.0
- Sottotitoli
  - Inglese
- Extra
  - Gallery
  - Materiale pubblicitario
  - Filmografie

## Accoglienza

### Critica
(Fantafilm)